# الضبر (القفر)

تعديل مصدري - تعديل

الضبر هي إحدى قرى عزلة بني سباء بمديرية القفر التابعة لمحافظة إب، بلغ تعداد سكانها 95 نسمة حسب تعداد اليمن لعام 2004.